# Павле Пап Шиља
Павле Пап Шиља (Перлез, код Великог Бечкерека, 9. јануар 1914 — Скрадин, 15. август 1941) био је комунистички револуционар, учесник Народноослободилачке борбе и народни херој Југославије.

## Биографија
Рођен је 9. јануара 1914. године у Перлезу, код Великог Бечкерека, где данас постоји његова родна кућа. Његов отац Хенрих доселио се 1906. из Ердеља у Перлез, где је отворио адвокатску канцеларију. Након избијања Првог светског рата био је мобилисан у Аустроугарску војску, а након завршетка рата и стварања прве југословенске државе, преселио се у Нови Сад, где је 1923. био именован за старешину суда, али је јуна исте године умро. Бригу о Павлу и његовом пет година старијем брату Корнелу тада је преузела мајка Теодора Дора.
У Јеврејску основну школу у Новом Саду пошао је у јесен 1919, са свега пет година због чега је увек био најмлађи у разреду. Након основне школе похађао је новосадску Реалну гимназију, у којој је матурирао 1931. са свега 17 година. Био је одличан ученик, а посебно га је занимала хемија. Током гимназијског школовања укључио се у револуционарни омладински покрет.
Члан Савеза комунистичке омладине Југославије (СКОЈ) постао је 1932. године. Био је секретар организације СКОЈ-а на Медицинском факултету, члан Универзитетског већа студената Београдског универзитета и члан управе Удружења југословенских медицинара. Децембра 1933. године је учествовао у организовању акције студената у Београду против суђења Георги Димитрову и другим комунистима у Немачкој. Те године примљен је у чланство Комунистичке партије Југославије (КПЈ).
Почетком 1934. године, покренуо је и уређивао лист Медицинар. Фебруара исте године је постао члан Месног комитета СКОЈ-а за Београд, а у марту члан Покрајинског комитета СКОЈ-а за Србију, који је формирао Благоје Паровић. По упутствима Паровића, Шиља је организовао штампање и био главни уредник „Младог комуниста“, органа ПК СКОЈ-а за Србију.
У провали партијске и скојевске организације у Београду, 9. јула 1934. године, ухапшен је и од Државног суда за заштиту државе, 29. децембра 1934. године осуђен на три године робије, коју је издржао у затвору у Сремској Митровици.
После изласка с робије, 9. јула 1937. године, наставио је партијску делатност у Војводини. У Бачкој и Банату је заједно са Жарком Зрењанином радио на стварању и јачању партијских организација, а у Београду је окупљао и политички деловао међу војвођанским студентима, као члан Покрајинског одбора напредних студената из Војводине. Тада је постао члан Централног комитета СКОЈ-а.
Када је, 19. јуна 1938. године, полиција расписала за њим потерницу због комунистичке пропаганде, прешао је у илегалност. Државни суд за заштиту државе осудио га је, у одсуству, 17. новембра 1938. године, на петнаест година робије. У лето и јесен 1938. године скривао се и активно политички деловао, пишући разне текстове у низу радничких листова Србије и Војводине. По директиви Централног комитета КПЈ, крајем новембра 1938. године, прешао је у Загреб.
У строгој илегалности радио је у Централној партијској техници у Загребу. Искуство из ранијег рада и знање стечено на робији тада је примењивао на овом врло одговорном задатку. Илегалан партијски материјал, партијска штампа и литература у великим количинама су сигурним каналима растурани је по читавој земљи. На Петој земаљској конференцији КПЈ, октобра 1940. године у Загребу, изабран је за члана Централног комитета КПЈ. Пред рат је радио у Загребу као инструктор ЦК КПЈ у загребачкој партијској организацији, и руководио Централном партијском техником. У лето 1940. године био је један од предавача на партијском курсу у Макарској, а затим и на вишем партијском курсу у Загребу.
После окупације Краљевине Југославије, априла 1941. године, радио је на јачању партијске организације и формирању ударних група у окупираном Загребу. Са загребачким комунистима организовао је прикупљање оружја и санитетског материјала, организовао саботаже и диверзије, и убиство злогласног полицијског агента Тиљка, почетком јула 1941. године. По директиви ЦК КП Југославије и ЦК КП Хрватске, почетком августа 1941. године, у својству делегата Централног комитета, отишао је у Далмацију да помогне Покрајинском комитету КПЈ за Далмацију у организовању партизанских одреда и оружане борбе.
После обављеног задатка у Сплиту и Шибенику, Шиља је отишао на подручје Затона и Водица, а затим је кренуо у Буковицу. На пут је кренуо 14. августа увече. Међутим током ноћи ја са својим водичем залутао, па је, у зору 15. августа 1941. године, на препад ухваћен док се умивао на врелу код села Ваћана. Италијани су заробљенике спровели у Скрадин, где су их после испитивања стрељали, мада нису знали да су стрељали Павла Папа, јер су код њега нашли исправе на име Вјекослава Магдалинића, а он им ништа није признао, па чак ни своје име. Пред само стрељање, Павле Пап Шиља је, стиснуте песнице, рекао — Идите своме Мусолинију, и реците му како умиру комунисти. Живела слобода!
Указом Президијума Народне скупштине ФНР Југославије, 5. јула 1951. године, проглашен је за народног хероја.